# 任意键

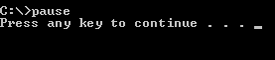
DOS的pause指令會提示使用者按任何一個按鍵以繼續，但有些用者會它誤解為按下「任意鍵」以繼續。

任意鍵（英語：any key）指一種命令提示，其要求的答覆是按下輸入設備（例如鍵盤、滑鼠、遊戲控制器等）上的任何一個按鍵；它曾經出現在滑鼠操作還沒流行的作業系統（例如MS-DOS等）或電腦遊戲上。通常這一句提示訊息是這樣表示的：「press any key」。依狀況而定，該訊息也可以寫成「hit any key」或是「strike any key」等。

## 「任意鍵」出現的時機

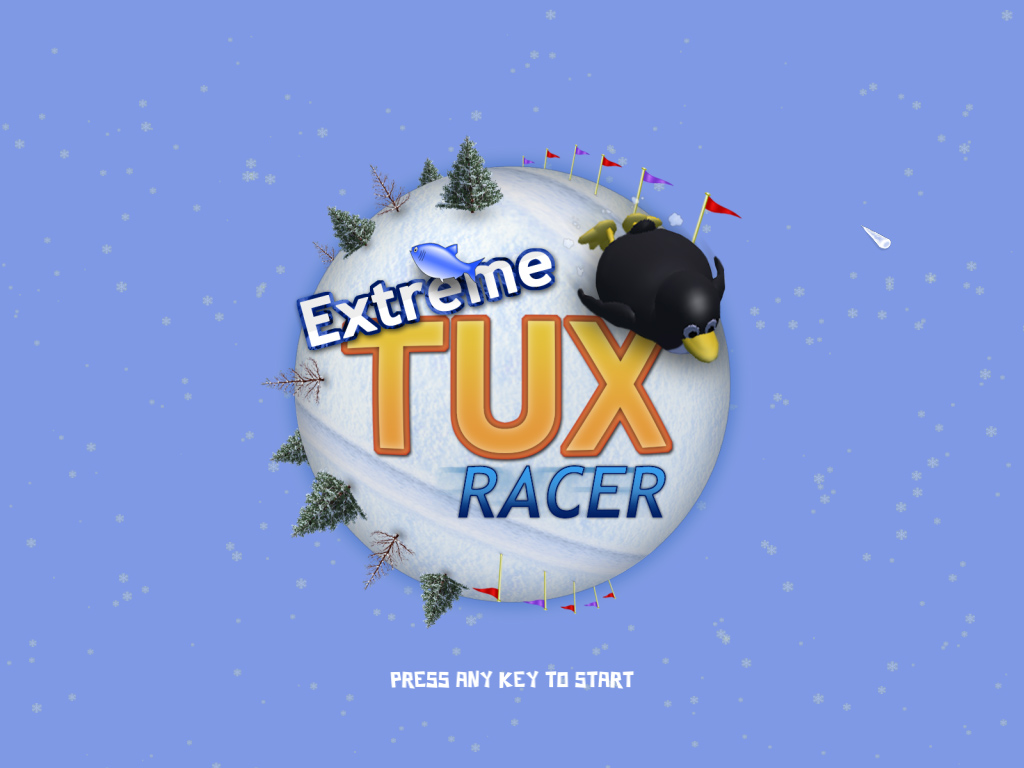
《Extreme Tux Racer》的遊戲啟始畫面，下方有「Press any key to start」（按任意鍵以開始）的提示

### 命令列介面
「任意鍵」的提示在命令列介面的作業系統上，會因各種不同狀況而出現。其中一個可能的狀況是為了讓使用者不錯失螢幕上的訊息：當訊息過多的時候，由於畫面可容納的字數有限，在系統不允許捲動內容的情況下，訊息可能會在填滿畫面時暫停，並出現「按任意鍵以繼續」（Press any key to continue），提示使用者訊息仍未完全顯示。另外一個狀況是當系統遇上其無法獨立完成的動作時，系統可能會提示使用者協助，並按任意鍵表示動作完成。任意鍵也可以是一種選擇，表示使用者不接受預設的動作，這種狀況下系統可能會配合簡短的倒數計時，一旦倒數結束就採取預設值。

### 圖形使用者介面
任意鍵的提示在圖形使用者介面的作業系統上較不流行，因為這種系統的主要操作方式是滑鼠而非鍵盤：上述的狀況多半可以改用對話框提示，使用者只要用滑鼠按下「確定」鈕即可。一個例外狀況是MS Windows在9x以前的版本，在當機畫面的最下方有「按任意鍵以繼續」的提示（因為此時滑鼠已失效了）。

### 電腦遊戲
在一些電腦遊戲中，玩家可以透過按下遊戲控制器（如手柄等）上的任意鍵去跳過遊戲中的啟始畫面、劇情介紹和說明。

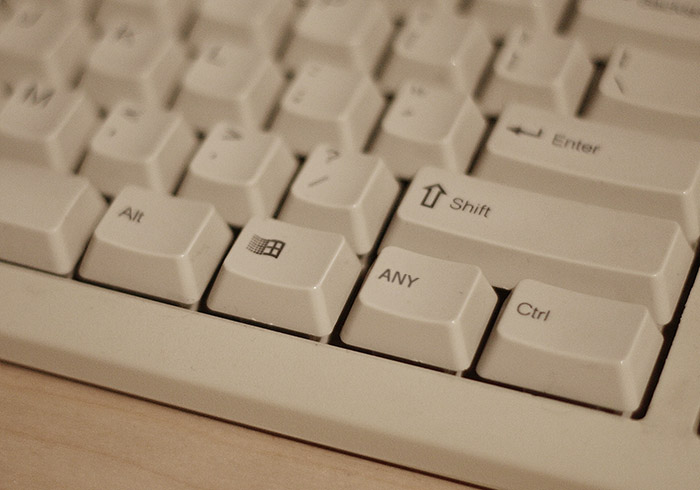
這個有Any鍵的鍵盤是用影像處理軟體合成的；一個標準的鍵盤通常不會有Any鍵存在

## 鍵盤上的任意鍵
由於語句上的歧義性，「按下任意鍵」可以被解釋為「按下一個標明『Any』的按鍵」，正如同「press ENTER key」指的是按下Enter鍵一樣。一個標準的電腦鍵盤──例如常見的101鍵或104鍵鍵盤──並沒有任何一個按鍵是標明為Any的，因此可能會出現一個使用者面對「按下任意鍵」的訊息，卻找不到「Any鍵」在哪裡的窘境。已知康柏電腦的答客問中曾為此回答過這個問題。
站在程式設計師的立場，通常需要輸入「任意鍵」的程式期待的是收到一個來自鍵盤的字元輸入信號。但是實際上鍵盤可以輸入字元以外的信號，這導致並不是真的無論任何輸入都能讓程式繼續：在DOS批次檔中利用pause命令暫停時，按下Shift、Alt等修飾鍵通常會毫無反應；另一方面如Esc或Ctrl+c等鍵可能會強行終止命令。因此，「按下任意鍵」被視為是語焉不詳的人機互動設計，並被建議改以更為清楚、明白的輸入方式替代，例如「按下Enter鍵/空格鍵以繼續」等。

## 相關文化
因為上述的語意問題，「按下任意鍵」成為了漫畫和笑話中的一個笑點。例子：辛普森一家

## 註解
1. 1 2  以DOS命令dir /p為例，畫面過滿時就會有此訊息。
2. 1 2  以DOS命令diskcomp為例，使用者要求比較第三片磁片時會出現此訊息，並要求使用者更換磁片。
3. ↑  以Windows安裝光碟為例，出現Press any key to boot CD時，按下任意鍵會導致由光碟開機，否則由本地磁碟開機。
4. ↑  維基共享資源上Windows 3.11的當機畫面
5. ↑  .   [2008-08-23]. （原始内容存档于2006-04-17）.
6. ↑  Singh, Munindar P.; Singh, Mona. . Communications of the ACM. 2000-04, 43 (4)  [2022-09-26]. ISSN 0001-0782. doi:10.1145/332051.332081. （原始内容存档于2022-09-29） （英语）.
7. ↑  卡通截圖 （页面存档备份，存于）:河馬·辛普森在認真地在鍵盤尋找AnyKey